# Lahepera
Lahepera (de Duitse naam was ook Lahepera) is een plaats in de Estlandse gemeente Peipsiääre, provincie Tartumaa. De plaats heeft de status van dorp (Estisch: küla).
Tot in oktober 2017 hoorde Lahepera bij de gemeente Alatskivi. In die maand werd Alatskivi bij de gemeente Peipsiääre gevoegd.
Lahepera ligt ten noordwesten van het meer Lahepera järv en grenst in het noorden aan Alatskivi, de hoofdplaats van de gemeente.

## Bevolking
De ontwikkeling van de bevolking blijkt uit het volgende staatje:
| Jaar            | 2000 | 2009 | 2011 | 2017 | 2019 | 2021 |
| --------------- | ---- | ---- | ---- | ---- | ---- | ---- |
| Aantal inwoners | 29   | 25   | 25   | 19   | 22   | 27   |

## Geschiedenis
Vooral aan de oevers van het Lahepera järv zijn veel graven gevonden uit verschillende perioden, tussen de tweede en de zeventiende eeuw. De vondsten laten een verschuiving van collectieve naar individuele graven zien. In het dorp zijn ook resten gevonden van een nederzetting uit het begin van het 2e millennium.
Lahepera werd voor het eerst genoemd in 1582 onder de naam Lahepere als dorp op het landgoed van Alatskivi. In 1601 heette het Lacheperre, in 1627 Lahepera, in 1638 Perralacht en in 1732 Lahteperralt.